# Santa Ninfa
Santa Ninfa – miejscowość i gmina we Włoszech, w regionie Sycylia, w prowincji Trapani.
Według danych na rok 2004 gminę zamieszkiwały 5074 osoby, 80,5 os./km².